# Tratado Mon-Almonte

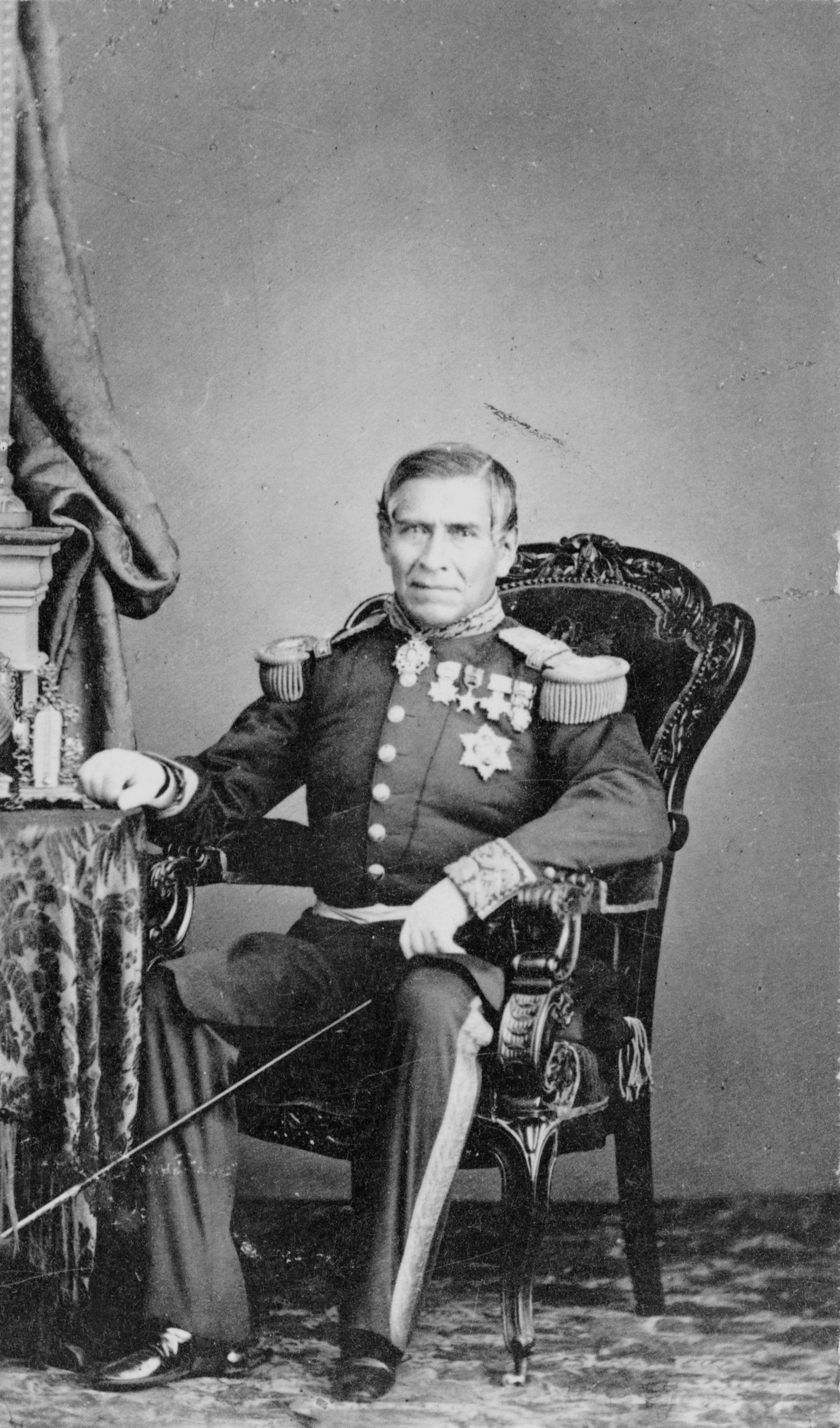
Juan Nepomuceno Almonte.

Tratado de Mon-Almonte é a designação pela qual ficou conhecido o tratado assinado a 26 de setembro de 1859 por Alejandro Mon, representante da rainha Isabel II de Espanha no México, e Juan Nepomuceno Almonte, líder da facção conservadora mexicana na Guerra de Reforma, no qual se restabelecem as relações diplomáticas entre o México e a Espanha.

## Descrição
Este tratado foi firmado pelos conservadores mexicanos, na sua busca de apoio na sua luta contra os liberais durante a Guerra de Reforma. Entre os principais aspectos do tratado está contemplado um empréstimo financeiro à facção conservadora, o qual devia ser pagado após o triunfo dos conservadores. Contudo, a dívida acabou por passar para um governo liberal, já que foram os liberais os vencedores finais da da guerra, acrescendo à grande dívida externa que o México já tinha para com as nações europeias, em particular a França e o Reino Unido.
Com este tratado os conservadores pretenderam chamar a atenção das coroas europeias para a necessidade de apoiar a sua causa, mas este tratado, tal como outro semelhante celebrado com os Estados Unidos, o Tratado McLane-Ocampo, nunca vigoraria verdadeiramente e está na origem de uma intervenção militar estrangeira, liderada por Espanha, mas agregando a França e o Reino Unido, destinada a forçar o pagamento das dívidas. 